# Daniel Morgan (bushranger)
Pour l’article homonyme, voir Daniel Morgan.
John Fuller, alias Daniel Morgan (1830 - 9 avril 1865) était un bushranger (hors-la-loi) australien. Sa vie a inspiré un film, Mad Dog Morgan (1976), où son rôle est tenu par l'acteur américain Denis Hopper.

## Biographie
John Fuller est né à Appin en Nouvelle-Galles du Sud, en Australie, vers 1830, de George Fuller et Mary Owen. De l'âge de 2 à 17 ans, il vit avec un père adoptif, John Roberts. Il commence à travailler comme éleveur, mais se lasse rapidement de ce travail et se dirige vers les champs aurifères de Castlemaine au Victoria. En 1854, il est de retour en Nouvelle-Galles du Sud où il prend le pseudonyme de «John Smith» et devient probablement voleur de chevaux. Il est aussi connu pour sa forte consommation d'alcool et son tempérament violent. Il est arrêté pour vol à main armée et condamné à 12 ans de prison, mais remis en liberté pour bonne conduite au bout de 6 ans.

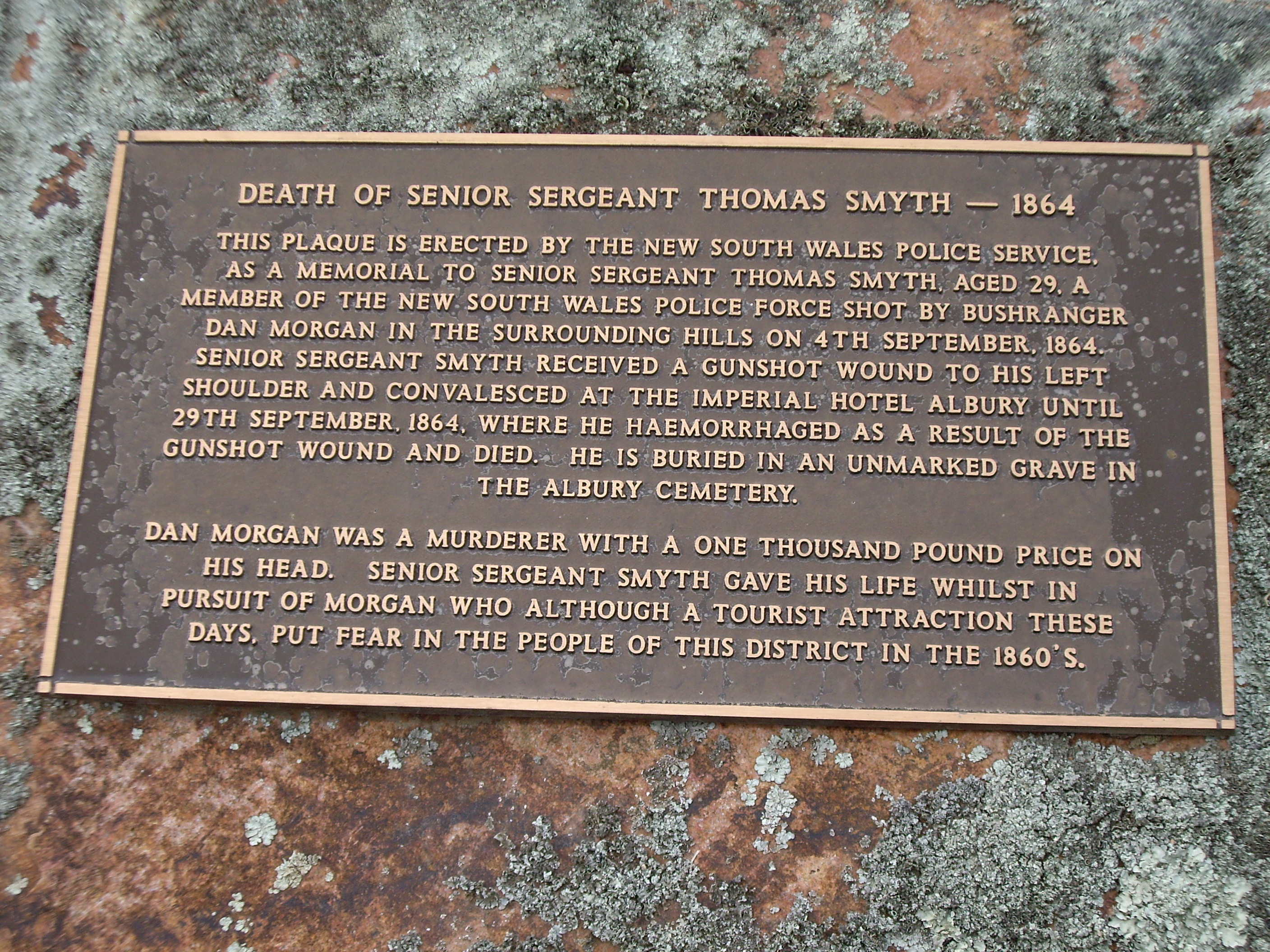
Plaque à la mémoire du sergent Thomas Smyth, tué par Morgan en 1864.

Après sa libération, il commence à mener une vie de bushranger, utilisant des pseudonymes tels que « John Smith », « Sydney Native », « Dan the Breaker », « Down the River Jack », « Jack Morgan », et le plus célèbre, « Dan Morgan ». Toutefois, il n'est jamais connu comme "Mad Dog Morgan" ("Morgan, le chien fou") de son vivant. Ce surnom a été inventé par les scénaristes du film Mad Dog Morgan (1976). 
Dan Morgan sévit plusieurs années durant dans les régions de Henty, Culcairn, Morven et Tumbarumba. Il tue plusieurs personnes, dont deux agents du gouvernement, ce qui met sa tête à prix pour 1 000 £.
Le 8 avril 1865, Dan Morgan séquestre la famille McPherson dans sa propriété de Peechalba dans l'État de Victoria. Une servante, Alice Keenan, réussit à s'échapper et à informer M. Rutherford, le copropriétaire. Le lendemain matin, Dan Morgan quitte la propriété et se trouve encerclé par la police. Il est abattu dans le dos par un employé de la ferme, John Windlaw. Il est enterré au cimetière de Wangaratta.

## Films
La vie de Morgan a inspiré deux films australiens :
- Dan Morgan de Charles Cozens Spencer (en) en 1911 (aujourd'hui considéré comme perdu)
- Mad Dog Morgan de Philippe Mora en 1976.